# 温泉寺 (神戸市)
温泉寺（おんせんじ）は、兵庫県神戸市北区有馬町にある黄檗宗の寺院。山号は有馬山。本尊は薬師如来。宗派はもとは真言宗であった。正式名は有馬山温泉禅寺。

## 歴史
縁起によれば、神亀元年（724年）、薬師如来に衰退しかかっていた有馬温泉を復興するように言われた行基によって、有馬温泉郷の傍、六甲山系愛宕山の中腹に薬師如来を本尊として開かれたとされる。
承徳元年（1097年）に有馬を襲った洪水によって温泉寺も壊滅するが、熊野権現のお告げによって有馬温泉を復興した仁西上人によって建久2年（1191年）に再興される。また、温泉寺の下に12の僧坊・宿坊が設けられたが、これは薬師如来の眷属である十二神将に因んでいるとされる。
天正4年（1576年）に火災で全山焼失したが直ちに再建された。その後再び火災にあい、天正18年（1590年）に北政所によって薬師堂が再建されている。江戸時代に焼失すると天明元年（1781年）に現在ある薬師堂が再建された。
しかし明治時代初めの廃仏毀釈で、天正18年（1590年）に豊臣秀吉が有馬大茶会を開催したとされる阿弥陀堂も含め、真言宗温泉寺は廃寺とされ、薬師堂以外の堂塔は全て取り壊されてしまった。その後、廃寺となった旧温泉寺の奥の院であった黄檗宗清涼院が寺籍を継いで現代に至っている。

## 境内
- 薬師堂（本堂） - 天明元年（1781年）再建。本尊の薬師如来及び両脇侍（日光菩薩・月光菩薩）像を祀る。以前の堂は天正18年（1590年）に北政所により再建されたものであった。
- 庫裏
- 御祖師庵（みそしあん） - 資料館。行基像と仁西像が安置されている[1]。また、温泉寺の歴史に関する資料も展示されている。
- 伝平清盛五輪塔（神戸市指定有形文化財） - 鎌倉時代末。
- 伝慈心坊尊恵五輪塔（神戸市指定有形文化財） - 鎌倉時代末。
- 鐘楼

## 文化財

### 重要文化財
- 木造波夷羅大将（ばいらたいしょう）立像 - 鎌倉時代から室町時代の作。波夷羅大将は薬師如来を守護する十二神将のひとつ。
- 黒漆厨子

### 神戸市指定有形文化財
- 温泉寺石造五輪塔 2基
- 木造毘沙門天立像

### その他
- 池之坊満月城遭難者慰霊塔

## 前後の札所
有馬郡西国観音霊場
2 念仏寺　-　3 温泉寺　-　4 善福寺

## 行事
- 1月2日 - 入初式
- 11月14日 - 御祖師祭(みそしまつり)

## 所在地・アクセス
〒651-1401 兵庫県神戸市北区有馬町1643
- 神戸電鉄 有馬温泉駅 徒歩6分（経路案内）
- 六甲有馬ロープウェー 有馬温泉駅 徒歩10分（経路案内）